# مويسيس فلوريس
مويسيس فلوريس (بالإسبانية: Moisés Flórez)‏ مواليد 17 نوفمبر 1986 في غوادالاخارا، هو ملاكم محترف مكسيكي يصنف ضمن فئة وزن الديك. حقق بطولة رابطة الملاكمة العالمية.

## إحصائيات
خاض خلال مسيرته 26 نزالا، فاز في 25 ولم يتعادل ولم يخسر. فاز بالضربة القاضية في 17 نزالا.

## روابط خارجية
- مويسيس فلوريس على موقع بوكس ريك (الإنجليزية) (registration required)